# Lijst van Eerste Kamerleden voor de PVV
Een overzicht van alle Eerste Kamerleden voor de Partij voor de Vrijheid (PVV).
| Eerste Kamerlid                  | Begindatum       | Einddatum         |
| -------------------------------- | ---------------- | ----------------- |
| Max Aardema                      | 31 oktober 2017  | 14 februari 2018  |
| Max Aardema                      | 14 maart 2018    | 4 juli 2018       |
| Max Aardema                      | 16 oktober 2018  | 11 juni 2019      |
| Martin van Beek                  | 2 oktober 2012   | 9 juni 2015       |
| Martin van Beek                  | 28 maart 2017    | 24 oktober 2017   |
| Martin van Beek                  | 15 februari 2018 | 13 maart 2018     |
| Martin van Beek                  | 5 juli 2018      | 26 augustus 2018  |
| Ilse Bezaan                      | 11 juni 2019     |                   |
| René Dercksen                    | 9 juni 2015      | 11 juni 2019      |
| Peter van Dijk                   | 7 juni 2011      | 9 juni 2015       |
| Peter van Dijk                   | 8 september 2015 | 28 december 2015  |
| Peter van Dijk                   | 28 maart 2017    | 11 juni 2019      |
| Marjolein Faber-van de Klashorst | 7 juni 2011      | 5 december 2023   |
| Mariëtte Frijters-Klijnen        | 7 juni 2011      | 9 juni 2015       |
| Machiel de Graaf                 | 7 juni 2011      | 19 september 2012 |
| Marcel de Graaff                 | 7 juni 2011      | 1 juli 2014       |
| Alexander van Hattem             | 9 juni 2015      |                   |
| Ton van Kesteren                 | 28 maart 2017    | 12 juni 2023      |
| Ton van Kesteren                 | 12 december 2023 |                   |
| Reinette Klever                  | 7 juni 2011      | 19 september 2012 |
| Kees Kok                         | 2 oktober 2012   | 11 juni 2019      |
| Alexander Kops                   | 1 juli 2014      | 21 maart 2017     |
| Gidi Markuszower                 | 9 juni 2015      | 21 maart 2017     |
| Gabriëlle Popken                 | 7 juni 2011      | 7 september 2015  |
| Gabriëlle Popken                 | 29 december 2015 | 21 maart 2017     |
| Tobias Reynaers                  | 7 juni 2011      | 9 juni 2015       |
| Dannij van der Sluijs            | 28 maart 2017    | 11 juni 2019      |
| Ronald Sørensen                  | 7 juni 2011      | 9 juni 2015       |
| Gom van Strien                   | 7 juni 2011      |                   |
| Danai van Weerdenburg            | 9 juni 2015      | 21 maart 2017     |